# Marais d'Olonne
Les marais d'Olonne (ou des Olonnes) sont une région de marais située dans le département de la Vendée en France. 
Le marais est principalement situé dans les communes des Sables-d'Olonne, de L'Île-d'Olonne, de Brem-sur-Mer, de Brétignolles-sur-Mer et de Vairé.

## Formation
La région était à l'origine un golfe qui fut barré par l’île Vertime lors de sa formation, il y a environ 2 500 ans. Ce golfe s'est alors transformé en havre, puis en deux bassins séparés par la butte de la Bauduère qui se sont comblés progressivement : ce sont les actuels marais de la Gâchère au nord et bassin des Chasses au sud. Ces deux bassins sont aujourd'hui reliés entre eux par le canal de la Bauduère. Ils reçoivent l'eau des rivières Auzance et Vertonne, tout en communiquant, grâce à des écluses, avec la mer dont ils subissent les marées. Le terme d'« Olonne » viendrait du mot d'origine celtique Ol-ona désignant une hauteur au-dessus de l’eau.

## Histoire des marais
L'exploitation de ces terres très humides a été menée de front avec leur drainage afin de leur éviter d'évoluer en marécage insalubre. Elle a débuté avec la création des marais salants qui fournissaient en sel « tout le centre de la Gaule » d'après la chronique de saint Denis (631 apr. J.-C.). Cette activité est florissante entre les XIe et XVIIe siècles, comme dans le reste de la côte atlantique française, puis décline au XIXe avec la concurrence des salins du Midi, de ceux de l'est de la France et de l'Angleterre (sel gemme) :
- à la fin du XVIIIe siècle, il existe 30 000 œillets fonctionnels ;
- en 1848, seuls 14 000 œillets sont encore exploités ;
- en 1865, 13 000 tonnes sont produites par an ;
- en 1929, 8 000 tonnes sont produites par an ;
- Durant la seconde Guerre mondiale : 4 000 tonnes par an.

La pisciculture, attestée dès le XIe siècle (la charte de l'abbaye de Sainte-Croix mentionne la transformation d'une saline abandonnée en marais à poissons), remplace ainsi l'exploitation du sel. L'importance économique des marais à poissons n'a néanmoins jamais été comparable à celle des salines.
Parallèlement, l'ostréiculture se développe dans le bassin des Chasses. Elle disparaît en 1970 par absence de reprise des exploitations et pour cause de problèmes sanitaires. Aujourd'hui, elle se cantonne essentiellement près de la Gachère.
De nos jours, l’activité des marais se résume à l'ostréiculture, à la pisciculture, au tourisme et à la présence de 2 salines, au hameau de l'Aubraie ainsi qu'à L'Île-d'Olonne.

## De l'eau, du sel, des poissons, des hommes...
Le saunier récolte le sel. On dit que la seule innovation technologique de cette activité ancestrale a été la brouette. Ces mêmes gestes, répétés depuis l'Antiquité, demandent du doigté et une présence assidue sur les œillets tout au long de l'année. Les rendements sont tributaires du soleil ou de la pluie. La production d'une année se joue en 6 mois et s'agrémente de la cueillette de salicorne destinée aussi à la consommation. Les autres mois, les structures sont noyées pour être protégées puis méticuleusement remises en état pour la récolte suivante. 
Les étendues d'eau font pour la plupart partie de piscicultures. Les poissons que l'on y voit (mulets,bars, anguilles) proviennent donc d'élevages et sont interdits de pêche au public. Le pisciculteur compose avec les problèmes de qualité d'eau, de prédation par les cormorans et les risques de gel.

Il doit être le plus souvent possible sur son exploitation pour gérer le niveau de son eau, aleviner, renouveler son eau en fonction des marées, du vent. Le braconnage d'alevins d'anguilles en amont de la Vertonne empêche un alevinage naturel. Tout comme les marais salants, c'est une activité exigeante et modestement lucrative qui a du mal à se maintenir.  
Le tourisme semble être un nouveau moyen de valorisation de la région. Il se développe peu à peu en permettant la découverte des marais dans leur ensemble, ainsi que de leurs activités traditionnelles.

## Faune et flore
Hors des potentialités économiques des marais, il convient de parler de leurs atouts biologiques. Ceux-ci sont notamment reconnus par des inventaires (Réseau Natura 2000, Zone naturelle d'intérêt écologique, faunistique et floristique). Sur plus de 4 500 ha, des bandes de terre et d'eau alternent dans un paysage ouvert, calme et peu fréquenté. Elles abritent des espèces de plantes adaptées à la vie en présence de sel (salicorne)  et par endroits, des espèces d'orchidées rares, qui se sont développées sous une faible présence humaine. Les oiseaux migrateurs viennent trouver dans ces marais de la nourriture et du calme. Le long des sentiers pédestres et des pistes cyclables, on peut observer de nombreux canards (tadorne, pilet) mais aussi des courlis, parfois des spatules.
La flore spontanée, adaptée aux milieux salés (obione, salicorne...), compose des paysages typiques comme entre le village des Granges et celui de La Gâchère. Certains milieux sont favorables à l'existence d'orchidées rares, dont la présence est discrète. Les marais, grands espaces ouverts, sont une zone d'hivernage pour certains canards (souchet) et une halte migratoire pour d'autres oiseaux tels que les spatules, ou les canards pilets (que l'on peut voir au printemps, le jabot de certains encore rougi par le sable du désert). Les animaux viennent rechercher un abri, du calme. De plus, les petits échassiers comme les chevaliers cherchent leur nourriture dans la vase : ils ont besoin de faibles profondeurs d'eau. Ces exigences peuvent entrer parfois en conflit avec une fréquentation touristique trop indiscrète, ainsi qu'avec les niveaux d'eau requis pour l'élevage et la protection des espèces piscicoles.

## Préservation des marais
Les marais sont sujets à préoccupation. L'état des terres et du réseau hydraulique doit être maintenu malgré la faible rentabilité des activités et en l'absence des propriétaires (tous n'habitent pas sur place et ne peuvent donc faire régulièrement eux-mêmes les manœuvres d'écluse). La qualité des eaux est détériorée par les nitrates issus des activités situées en amont du bassin versant. 
La faune et la flore spontanées sont aussi menacées par les effets de pollution et parfois par les impacts des activités d'entretien des marais. Ces terres, ainsi fragilisées, pourraient être à long terme convoitées par la demande de terrains à bâtir. La manipulation des écluses doit être maintenue pour garantir la salubrité des lieux et éviter l'inondation des terres lors des grandes marées ou des périodes pluvieuses. Face à cela, des structures et des moyens d'action se sont mis en place afin de sauvegarder cet espace. Il existe différentes lois ou directives, réunies dans les différents codes (rural, civil, de l'urbanisme) qui régissent les usages des marais, protègent les espèces animales et végétales. Les propriétaires de marais se sont regroupés au sein de l'Association Syndicale des Marais de La Gachère et de l'Association de Propriétaires des Marais des Olonnes. Le syndicat mixte des marais des Olonnes réunit des représentants des communes de l'Île d'Olonne, Vairé, Les Sables d'Olonne, de la Communauté de Communes du Pays de Saint-Gilles-de-Vie, et de la Communauté d'Agglomération des Sables d'Olonne. Ces assemblées organisent la gestion globale et concertée du site, programment les travaux (réparations, curages), recherchent des solutions aux problèmes qui se présentent (proliférations d'algues). Une charte, décrivant les charges de chacun sur les marais, est actuellement à l'étude. Des associations de protection de la nature (A.D.D.E.R.P., A.D.E.V, A.P N.O.) étudient et suivent l'état de la flore et de la faune.  
Elles proposent des mesures de protection, défendent les solutions d'adaptation des activités humaines au maintien de l'accueil de la flore et de la faune sauvage. La commune sauvegarde ces espaces en réglementant les usages du sol par la loi littoral appliquée au plan d'occupation des sols (consultable en mairie). Elle participe à la gestion concertée du site au niveau du syndicat mixte des marais des Olonnes. Le Conservatoire du littoral, le conseil général achètent des terrains dont ils peuvent assurer la gestion ou la confier à une autre structure.